# NGC 4837-2
NGC 4837-2 is een spiraalvormig sterrenstelsel in het sterrenbeeld Jachthonden. Het hemelobject werd op 7 maart 1831 ontdekt door de Britse astronoom John Herschel.

## Synoniemen
- UGC 8068
- MCG 8-24-12
- ZWG 245.6
- 1ZW 46
- PGC 44198